# Jacques Grelley

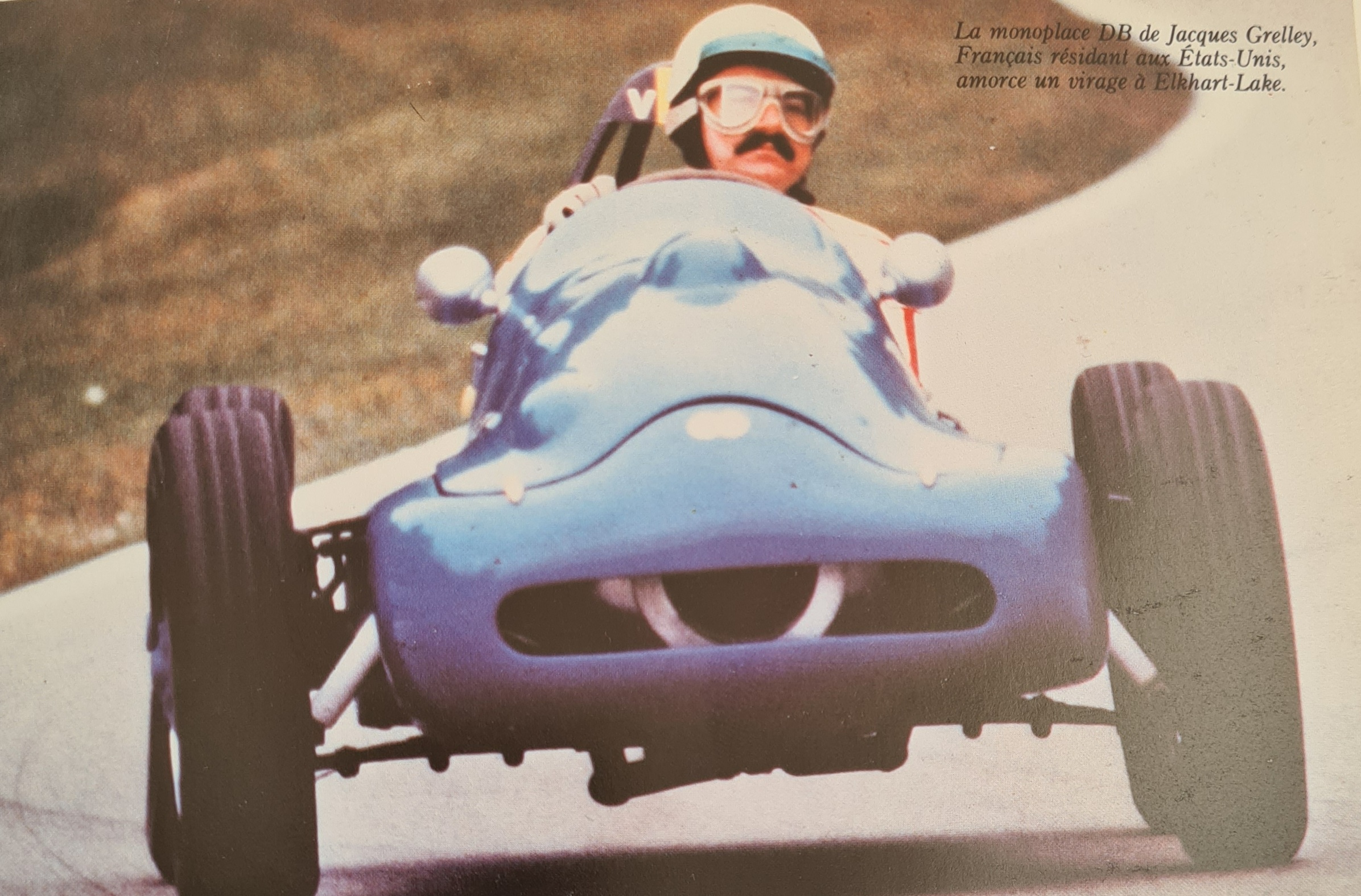
Jacques Grelley im DB Monomill

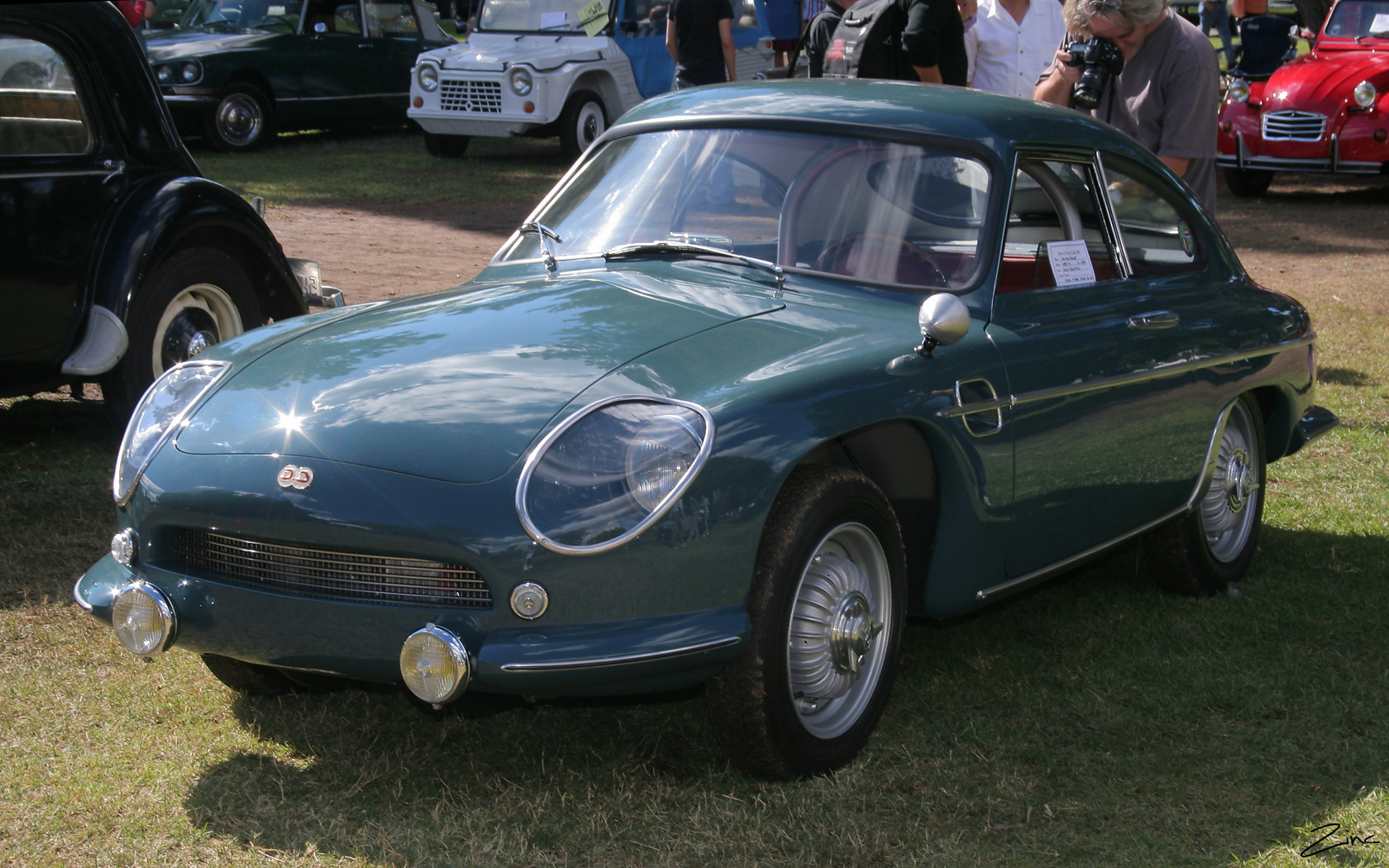
Straßenversion des DB HBR5

Jacques Eugène Grelley (* 21. Mai 1936 in Villers-Bocage; † 31. August 2014 in Dallas) war ein französischer Unternehmer und Autorennfahrer.

## Unternehmer
Jacques Grelley konnte auf ein ereignisreiches Leben zurückblicken.  Während des Zweiten Weltkriegs war er als Kind ohne es zu Wissen als Fahrradkurier für die Résistance tätig. Sein Großvater hatte einen Bauernhof an der Küste der Normandie. Dieser schickte im mehrmals mit unterschiedlichen Begründungen in das 25 Kilometer entfernte Bayeux. Die im Rad verstecken Résistance-Dokumente wurden dabei von den Wachposten der Wehrmacht nie entdeckt. Das Anwesen seines Großvaters lag in Sichtweite von Omaha Beach, dem Küstenabschnitt bei Colleville-sur-Mer an dem die Landung des V. US-Korps im Rahmen der Operation Neptune stattfand. Am Morgen des D-Day weckte in sein Großvater und Grelley erlebte bis zur Flucht der Familie mit einem Pferdewagen die Einschläge der schweren Schiffsartillerie an der Küste.
1949 war er Zuschauer beim ersten 24-Stunden-Rennen von Le Mans nach dem Ende des Zweiten Weltkriegs. Auch 1955 war er auf der Anlage als es zur Katastrophe von Le Mans kam.
1962 kam er in die Vereinigten Staaten und eröffnete in Chicago mit Teilhabern ein Restaurant. Später war er Manager eines  Nachtclubs und Repräsentant eines Importeurs französischen Weins. In den frühen 1980er-Jahren kam er nach Dallas und eröffnete dort ein Unternehmen für Motorsport-Memorabila. Er vertrieb sowohl originale wie reproduzierte Poster vergangener Rennveranstaltungen.

## Karriere als Rennfahrer
Jacques Grelley war zweimal beim 24-Stunden-Rennen von Le Mans am Start. Beide Male fuhr er einen DB HBR5 von Deutsch & Bonnet. 1960 wurde er gemeinsam mit Robert Bouharde 19. und 1961 mit André Guilhaudin 20. in der Gesamtwertung.
Grelley stand mit vielen Piloten seiner Generation in Kontakt. Unter anderen unterhielt er freundschaftliche Beziehungen zu Carroll Shelby, Stirling Moss, Juan Manuel Fangio und Maurice Trintignant. 2007 fuhr er mit einem Citroën 2CV und einem Freund als Beifahrer in 73 Tagen von Paris nach Peking und wieder retour. 2009 fuhr er von Peking über Tibet nach Mumbai und 2011 von Lima nach Buenos Aires. Seine letzte große Fernfahrt absolvierte er 2013, als in er China, Kambodscha, Laos, Vietnam und Thailand unterwegs war.

## Statistik

### Le-Mans-Ergebnisse
| Jahr | Team                          | Fahrzeug | Teamkollege      | Platzierung | Ausfallgrund |
| ---- | ----------------------------- | -------- | ---------------- | ----------- | ------------ |
| 1960 | Automobiles Deutsch et Bonnet | DB HBR5  | Robert Bouharde  | Rang 19     |              |
| 1961 | Automobiles Deutsch et Bonnet | DB HBR5  | André Guilhaudin | Rang 20     |              |

### Einzelergebnisse in der Sportwagen-Weltmeisterschaft
| Saison | Team             | Rennwagen | 1   | 2   | 3   | 4   | 5   |
| ------ | ---------------- | --------- | --- | --- | --- | --- | --- |
| 1960   | Deutsch & Bonnet | DB HBR5   | BUA | SEB | TAR | NÜR | LEM |
| 1960   | Deutsch & Bonnet | DB HBR5   |     | 19  |     |     |     |
| 1961   | Deutsch & Bonnet | DB HBR5   | SEB | TAR | NÜR | LEM | PES |
| 1961   | Deutsch & Bonnet | DB HBR5   | 20  |     |     |     |     |